# Yunnanozoon
Yunnanozoon lividum ("animal lívido de Yunnan") fue un cordado o hemicordado del Cámbrico Inferior hallado en Chengjiang, provincia de Yunnan, China.

## Características
Yunnanozoon es morfológicamente similar a Haikouella, que es casi con toda certeza un vertebrado, pero Yunnanozoon muestra importantes diferencias anatómicas respecto a Haikouella, con un estómago más pequeño y dientes faríngeos mucho más largos (1 mm). No se tiene constancia de que Yunannozoon dispusiera de órganos como corazón o branquias, que sí se han podido encontrar en fósiles bien preservados de Haikouella. Yunnanozoon se asemeja en cierto modo a Pikaia, fósil del Cámbrico Medio hallado en el esquisto de Burgess (Columbia Británica, Canadá). Trece pares de supuestas gónadas en posición simétrica se han identificado también como posibles aberturas branquiales.
Sin embargo, algunos expertos siguen afirmando que el Yunnanozoon es un pariente cercano de  Haikouella y que probablemente es más cercano a un cordado que a un hemicordado. También se ha sugerido un parentesco entre el Yunnanozoon y el filo Vetulicolia.